# Johann Antrecht
Johann Antrecht der Ältere (auch Johannes Antrecht; * 6. Dezember 1544 in Battenberg; † 20. Mai 1607 in Kassel) war ein deutscher Verwaltungsjurist und Lehrer.

## Leben
Antrecht war Spross einer Kaufmanns- und Ratsherrenfamilie. Vermutlich auf Betreiben des Vaters begann er zunächst seine Ausbildung zum Kaufmann in Antwerpen. Nach dem Tod seines Vaters immatrikulierte er sich am 28. Juni 1562 an der Universität Marburg. Er erhielt 1568 den Magistergrad und wurde Lehrer am Pädagogium Marburg. 1570 verließ er die Stellung und ging auf eine Studienreise durch die Schweiz und Frankreich. Er studierte an den Universitäten von Straßburg, Zürich, Genf und Basel. In Basel studierte er wohl unter Franciscus Hotomanus und dort wurde er am 10. August 1574 zum Dr. iur. utr. promoviert. Nach seiner Rückkehr 1574 wurde er zunächst wieder Lehrer am Pädagogium in Marburg, erhielt jedoch 1575 eine Stellung als Samthofgerichtsassessor in Marburg.
Antrecht wurde 1580 zum Hofrat von Landgraf Wilhelm IV. von Hessen-Kassel. Dort stieg er 1587 zum Vize-Kanzler auf und wurde um die Jahrhundertwende Kanzler in Kassel. Jedenfalls war er unter Landgraf Moritz Kanzler bis 1607 und bereits seit dem 1. Januar 1593 Rat unter diesem. Sein Nachfolger wurde Siegfried Clotz.
Antrecht wurde in der Freiheiter Kirche in Kassel beigesetzt. Johann Antrecht der Jüngere (1577–1644), Kriegsrat und hessischer Gesandter, war sein Sohn.